# Пэксан (премия, 2025)
61-я церемония вручения премии «Пэксан» (кор. 제61회 백상예술대상) состоялась 5 мая 2025 года в COEX, Сеул, в 20:00 (KST). Трансляция велась в прямом эфире по южнокорейским телеканалам JTBC, JTBC2 и JTBC4, а также на сервисе Prizm. Ведущими церемонии стали Син Дон Ёп, Пэ Суджи и Пак Погом.
«Пэксан» — одна из самых престижных церемоний награждения в Республике Корея, отмечающая выдающиеся достижения в кинематографе, телевидении и театре. Отбор номинантов проводится строгими критериями 60 профессиональными экспертами, судьями из индустрии и группой специалистов.
В этом году категория «Телевидение» была переименована в «Телевещание», что отражает современные тенденции потребления контента. Это изменение связано с переходом от традиционных кабельных и эфирных телеканалов к более широкому спектру платформ, включая веб-сайты и мобильные стриминговые сервисы.
Список номинантов был объявлен 7 апреля 2025 года на официальном сайте церемонии. На награды могли претендовать все работы, выпущенные в период с 1 апреля 2024 года по 31 марта 2025 года.

## Номинанты
Лауреаты выделены жирным шрифтом и знаком «★», а номинанты курсивом.

### Кинематограф
| Фотография | Гран-при | Фотография | Лучший фильм |
| ---------- | --- | ---------- | --- |
|            | ★ Хон Кён Пё (операторская работа) — «Харбин» |            | ★ Харбин - Любовь в большом городе - Револьвер - Дом времен года - Война и восстание |
| Фотография | Лучший режиссёр | Фотография | Лучший режиссёр-новичок |
|            | ★ О Сын Ук — «Револьвер» - Пак Ри Ун — «Страна утреннего спокойствия» - У Мин Хо — «Харбин» - Ли Ён Хи — «Любовь в большом городе» - Ли Чон Пиль — «Побег» |            | ★ О Чон Мин — «Дом времен года» - Ким Се Хви — «Я слежу за тобой» - Нам Дон Хёп — «Красавчики» - Ли Ми Ран — «О моей дочери» - Чон Чжи Хе — «Чон Сун»                                                                                                |
| Фотография | Лучшая мужская роль | Фотография | Лучшая женская роль |
|            | ★ Чо Джонсок — «Пилот» (за роль Хан Чон У) - Юн Джу Сан — «Страна утреннего спокойствия» (за роль Ёнгука) - Ли Бёнхон — «Матч» (за роль Чо Хунхёна) - Ли Хи Джун — «Красавчики» (за роль Пак Сангу) - Хён Бин — «Харбин» (за роль Ан Чунгына)                                           |            | ★ Чон Доён — «Револьвер» (за роль Ха Су Ён) - Ким Гым Сун — «Чон Сун» (за роль Чон Сун) - Ким Гоын — Любовь в большом городе (за роль Джэ Хи) - Сон Хегё — «Чёрные монахини» (за роль сестры Джуния) - Чо Ёджон — «Скрытое лицо» (за роль Син Су Ён) |
| Фотография | Лучший мужская роль второго плана | Фотография | Лучшая женская роль второго плана |
|            | ★ Ю Чжэмён — «Страна счастья» (за роль Чон Сан Ду) - Ку Гёхван — «Побег» (за роль майора Ли Хён Сана) - Пак Чонмин — «Война и восстание» (за роль Ли Чон Рё) - Чон Хэ Ин — «Ветеран 2» (за роль Пак Сон У) - Чо У Джин — «Харбин» (за роль Ким Сан Хёна)                                |            | ★ Клаудия Ким — «Нормальная семья» (за роль Джису) - Гон Сынён — «Красавчики» (за роль Ким Мины) - Лим Джиён — «Револьвер» (за роль Чон Юн Сон) - Чон Ёбин — «Чёрные монахини» (за роль сестры Микаэлы) - Хан Сон Хва — «Побег» (за роль Хан Чон Ми) |
| Фотография | Лучшая дебютная мужская роль | Фотография | Лучшая дебютная женская роль |
|            | ★ Чон Сон Иль — «Война и восстание» (за роль Кеншина) - Кан Сын Хо — «Дом времен года» (за роль Сон Джина) - Но Сан Хён — Любовь в большом городе (за роль Хын Су) - Мун У Джин — «Чёрные монахини» (за роль Хи Джуна) - Чан Сон Бом — «Работа, которую нужно сделать» (за роль Джунхи) |            | ★ Ро Юн Со — «Услышь меня: Наше лето» (за роль Со Ё Рым) - Пак Чжи Хён — «Скрытое лицо» (за роль Ми Джу) - Ли Мён Ха — «Миман» (за роль женщины) - Ли Хери — «Победа» (за роль Чху Пиль Сон) - Ха Со Юн — «Стриминг» (за роль Матильды)              |
| Фотография | Лучший сценарий | Фотография | Технические достижения |
|            | ★ Син Чхоль, Пак Чхан Ук — «Война и восстание» - Ким Хен Чжу, Юн Джон Бин — «Матч» - Пак И Ун — «Страна утреннего спокойствия» - О Сын Ук, Чжу Бель — «Револьвер» - О Чон Мин — «Дом времен года»                                                                                       |            | ★ Чо Ён-ук (музыка) — «Война и восстание» - Пак Пён Джу (визуальные эффекты) — «Страна чудес» - Ю Сан Соп, Чан Хан Сын (постановка трюков) — «Ветеран 2» - Ли Со Джин (макияж/грим) — «Пилот» - Хон Кён Пё (операторская работа) — «Харбин»          |

#### Фильмы с наибольшим количеством номинаций
| Количество | Фильм                        |
| ---------- | ---------------------------- |
| 5          | Харбин                       |
| 5          | Любовь в большом городе      |
| 5          | Револьвер                    |
| 5          | Война и восстание            |
| 4          | Дом времён года              |
| 4          | Страна утреннего спокойствия |
| 3          | Чёрные монахини              |
| 3          | Красавчики                   |
| 3          | Чон Сун                      |
| 3          | Пилот                        |
| 2          | Побег                        |
| 2          | Скрытое лицо                 |
| 2          | Ветеран 2                    |
| 2          | Матч                         |

#### Фильмы с наибольшим количеством побед
| Количество | Фильм             |
| ---------- | ----------------- |
| 3          | Война и восстание |
| 2          | Харбин            |
| 2          | Револьвер         |

### Телевещание
| Фотография | Фотография | Гран-при                             | Гран-при |
| ---------- | --- | ------------------------------------ | --- |
|            | | ★ Битва кулинарных классов • Netflix | |
| Фотография | Лучший сериал | Фотография                           | Лучшая развлекательная программа |
|            | ★ Когда жизнь даёт тебе мандарины • Netflix - Хватай Сон Джэ и беги • tvN - История госпожи Ок • JTBC - Такой близкий предатель • MBC - Травматологический центр • Netflix |                                      | ★ Пунхьянго • YouTube-канал DdeunDdeun - Железные девушки • tvN - Сценический боец • Mnet - Остальная часть жизни Аджо • YouTube-канал Чху Сон Хуна - Битва кулинарных классов • Netflix |
| Фотография | Лучшая культурная программа | Фотография                           | Лучший режиссёр |
|            | ★ Специальная–Хекджон • SBS - Docuprime: «Где мой последний дом» • EBS 1TV - Просто семья • Wavve - По ветру с тобой • MBC Wonju - Шаман: Шёпот из Мертвых • TVING |                                      | ★ Сон Ён Хва — «Такой близкий предатель» - Ким Вон Сок — «Когда жизнь даёт тебе мандарины» - Ким Хи Вон — «Магазин светильников» - Ли До Юн — «Травматологический центр» - Чон Джи Ин — «Чонён: Рождение звезды» |
| Фотография | Лучшая мужская роль | Фотография                           | Лучшая женская роль |
|            | ★ Чу Джихун — «Травматологический центр» (за роль Пэк Кан Хёка) - Пак Погом — «Когда жизнь даёт тебе мандарины» (за роль Ян Кван Сика) - Пён У Сок — «Хватай Сон Джэ и беги» (за роль Рю Сон Джэ) - Ли Джун Хёк — «Хороший или плохой Дон Джэ» (за роль Со Дон Джэ) - Хан Суккю — «Такой близкий предатель» (за роль Чан Тхэ Су)  |                                      | ★ Ким Тхэри — «Чонён: Рождение звезды» (за роль Юн Чон Ён) - Чан На Ра — «Хороший партнёр» (за роль Чха Ын Кён) - Ко Минси — «Один в лесу» (за роль Ю Сон А) - Ли Джиын — «Когда жизнь даёт тебе мандарины» (за роль О Э Сон/Ян Гын Мён) - Ким Хе Юн — «Хватай Сон Джэ и беги» (за роль Им Соль)                                      |
| Фотография | Лучший мужская роль второго плана | Фотография                           | Лучшая женская роль второго плана |
|            | ★ Чхве Дэ Хун — «Когда жизнь даёт тебе мандарины» (за роль Пу Сан Гыля) - Ким Джун Хан — «Хороший партнёр» (за роль Чон У Джина) - Ро Джэ Вон — «Игра в кальмара 2» (за роль Намгю; игрок № 124) - Юн Кён Хо — «Травматологический центр» (за роль Хан Ю Рима) - Хён Бон Сик — «Хороший или плохой Дон Джэ» (за роль Чо Пён Гана) |                                      | ★ Ём Хёран — «Когда жизнь даёт тебе мандарины» (за роль Чон Гван Рё) - Ким Гук Хи — «Семейный план» (за роль О Гиль Джы) - Ким Джэ Хва — «История госпожи Ок» (за роль Мак Сим) - О Гён Хва — «Чонён: Рождение звезды» (за роль Юн Чон Джа) - Чон Ынчхэ — «Чонён: Рождение звезды» (за роль Мун Ок Гён)                               |
| Фотография | Лучшая дебютная мужская роль | Фотография                           | Лучшая дебютная женская роль |
|            | ★ Чху Ён У — «История госпожи Ок» (за роль Сон Со Ина / Чон Сын Хви / Сон Юн Гёма) - Ким Чон Джин — «Такой близкий предатель» (за роль Чхве Ён Мина) - Сон Гон Хи — «Хватай Сон Джэ и беги» (за роль Ким Тхэ Сона) - Чха У Мин — «Учебная группа» (за роль Пи Хан Уля) - Хо Нам Джун — «Ваша честь» (за роль Ким Сан Хёка)        |                                      | ★ Чхэ Вон Бин — «Такой близкий предатель» (за роль Чан Ха Бин) - Ким Тхэ Ён — «Когда жизнь даёт тебе мандарины» (за роль Э Сун в детстве) - Но Джон И — «Ведьма» (за роль Пак Мин Джон) - Чо Юн Су — «Тиран» (за роль Чхз Джа Кён) - Ха Ён — «Травматологический центр» (за роль Чхон Чан Ми)                                         |
| Фотография | Лучший эстрадный артист | Фотография                           | Лучшая эстрадная артистка |
|            | ★ Син Дон Ёп - Ким Вон Хун - Dex - Сон Си Кён - Ю Джэсок |                                      | ★ Ли Су Джи - Чан До Ён - Чжи Йе Ын - Хэвон - Хон Джин Кён |
| Фотография | Лучший сценарий | Фотография                           | Технические достижения |
|            | ★ Ли Сан Чхун — «Когда жизнь даёт тебе мандарины» - Ким Чон Мин — «Семейный план» - Пак Джи Сук — «История госпожи Ок» - Ли Си Ын — «Хватай Сон Джэ и беги» - Чхве Ю На— «Хороший партнёр» |                                      | ★ Чан Ён Гю (музыка) — «Чонён: Рождение звезды» - Ли Ён Джу (художник-постановщик) — «Битва кулинарных классов» - Ли Чжин Сок, Ли Док Хун (операторская работа) — «Такой близкий предатель» - Чо Дон Хёк (постановка трюков) — «Учебная группа» - Хон Чон Хо, Ли Сын Дже, Ким Дэ Джун, Ким Чон Мин (визуальные эффекты) — «Зов ада 2» |

#### Телепрограммы с наибольшим количество номинаций
| Количество | Программа                       |
| ---------- | ------------------------------- |
| 8          | Когда жизнь даёт тебе мандарины |
| 6          | Такой близкий предатель         |
| 5          | Чонён: Рождение звезды          |
| 5          | Хватай Сон Джэ и беги           |
| 5          | Травматологический центр        |
| 4          | История госпожи Ок              |
| 3          | Хороший партнёр                 |
| 2          | Битва кулинарных классов        |
| 2          | Хороший или плохой Дон Джэ      |
| 2          | Семейный план                   |
| 2          | Учебная группа                  |

| Количество | Программа                       |
| ---------- | ------------------------------- |
| 4          | Когда жизнь даёт тебе мандарины |
| 2          | Такой близкий предатель         |
| 2          | Чонён: Рождение звезды          |

### Театр
| Лучшая постановка | Лучшая постановка |
| --- | --- |
| ★ «Тунгсо-сори» – Seoul Metropolitan Theate - «Гуми-сик» – Dolpagu - «Евреи Мальты» – Extreme Jeok - «Старшие дочери» – Project Island - «Джинчон порекомендовал пьесу Джинчхонса порекомендованную Джинчоном» – Cornerstoner | |
| Лучшая актёрская игра | Молодой театр |
| ★ Квак Джи Сук – «Еврей на Мальте» - Ли Джин Кён – «Женщины Земли» - Чон Се Бёль – «Звук флейты» - Чхо Ён Кю – «Джинчон порекомендовал пьесу Джинчхонса порекомендованную Джинчоном» - Чхве Хи Джин – Всё                     | - Gongnori Club (театр) – «Губная помада с ароматом сушеного перца и персика» - Common Theatre (театр) – «Романтика вымирания» - A.N.D Theatre (театр) – «Ювон» - Lee Seung-won (режиссёр) – «Сегал» - Lee Tae-rin (режиссёр) – Чхве Ён У, кореец, родился в 1923 году |

### Специальные премии
| Самый популярный актёр | Самая популярная актриса | Премия за оказанное влияние    |
| ---------------------- | ------------------------ | ------------------------------ |
| ★ Пён У Сок            | ★ Ким Хе Юн              | ★ Страна утреннего спокойствия |